# 安国寺 (茅野市)
安国寺（あんこくじ）または安国禅寺は、長野県茅野市にある臨済宗妙心寺派の寺院。山号は泰平山。本尊は釈迦如来像。開山は夢窓疎石。また、寺周辺の地名を安国寺という。

## 歴史
南北朝時代に足利尊氏・直義兄弟が建立した一国一寺の安国寺利生塔のひとつで、暦応4年（1341年）に創建。信濃の安国寺には室町幕府奉行人の諏訪円忠が創建に関わっている。
七堂伽藍を持ち、塔頭八刹として永閑寺、等々寺、能訓寺、恩光寺、正願寺、三聖寺、金剛寺、大正寺があった。諏訪大社大祝の居館の地である前宮に近い場所にあり、東大町、西大町等の門前町が広がっていた。
文明12年（1480年）には諏訪大社の上社と下社の対立による戦火に見舞われ、同14年（1482年）宮川の大氾濫により、堂宇を含む寺域が全て流出し、荒廃した。また天文11年（1542年）の宮川の戦い（現在の安国寺前古戦場）でも再び戦火に見舞われることとなった。安永年間に諏訪藩主によって現在地に改築され、京都の天龍寺から別かれて妙心寺派に改宗した。
寺紋は足利氏の定紋「
足利二つ引」と諏訪氏の「梶の葉」である。

### 市指定史跡
当寺には「市指定史跡 諏訪氏安国寺御廟所」があり､碑には「安国寺殿竺渓中派大庵主」と刻し、一つには「桂巖芳樹大姉」と刻してある。これは諏訪満隣夫妻の法号で、もう一つ満隣の兄諏訪頼隆の供養墓碑がある。江戸時代に諏訪氏が建立して祭祀が行なわれ、御廟所の修築に嘉永5年(1852年)から資金として150両と年々蔵方から米25俵の寄進を受けて来た。昭和34年台風第7号(1959年)で廟屋は倒れたが、墓碑と宝篋印塔二基が往時の面影を止めている。
　
御廟所近くには「市指定史跡 干沢城跡(樋沢城址)」がある｡
上原城､桑原城と上川沖積地をはさんで鼎立し、「安国寺城」とも呼ばれて、宮川を裾にひかえた極めて要害な山城である。古くから前宮を守るための重要な砦として利用されたものであろう。
文明15年(1483年)正月、大祝継満が､上原城主諏訪政満一族を鏖殺、惣領家の乗取りを計り(文明の内訌)､干沢城に篭城したが、惣領家を支持する一族や神長官に攻められて高遠に逃れたが、病床にあった父頼満は討たれた。
また、天文11年(1542年)に武田勢が諏訪に攻め入ったとき(宮川の戦い)は、干沢城は武田氏に応戦する高遠勢に占領され、安国寺は火の海になる等、戦国時代を通じて数々の戦さに利用された。本丸・曲輪・二の丸･三の丸･空堀の跡が僅かに当時の面影をしのばせている。

## 境内
- 本堂
- 鐘楼

## 交通アクセス
- JR中央本線茅野駅から車で5分
- 中央自動車道諏訪インターから車で10分